# جامع الظفر دمري غزة
جامع الظفر دمري هو أحد أقدم وأهم المعالم الإسلامية والأثرية في قطاع غزة، ويقع على مشارف حي الشجاعية شرق مدينة غزة في فلسطين، حيث امتد صيته عبر قرون وسنوات طوال منذ الحضارة المملوكية إلى يومنا هذا. وتعود تسمية مسجد الظفر دمري إلى مؤسسه الأمير المملوكي شهاب الدين أحمد الظفر دمري، الذي ترجع أصوله إلى ظفر دمر في بلاد المغرب، فيما يرجع تاريخ بناء المسجد إلى عام 1360 ميلادي.

## بناء المسجد
يتكون المسجد من جزأين، ويضم ثلاثة إيوانات مطلة على بيت الصلاة، تفصل بينها عقود مدببة محمولة على الجدران، اشتهرت بها العمارة الإسلامية، وقد تزينت تلك العقود بزخارف محفورة بالحجر الرملي، بينما صُممت النوافذ على شكل عقد حدوة الفرس، ويفصل بين كلّ نافذة وأخرى بوابة يدخل منها المصلون إلى "بيت الصلاة". وتقدَّر مساحته بأكثر من 600 متر مربع، تتّسع لقرابة 800 مصلٍّ.
وتصل سماكة جدران المسجد إلى أكثر من 80 سنتيمتراً، بحسب العمارة الهندسية التي كانت سائدة إبان الفترة المملوكية، ويضمّ المسجد مكتبة صغيرة تتضمّن أكثر من 200 كتاب متنوع، ومركز لتحفيظ القرآن الكريم، ومصلى للنساء، وغرفة يوجد بها ضريح الأمير الظفر دمري".

## القصف الإسرائيلي للمسجد
تعرض مسجد الظفر دمري، والعديد من المساجد الأثرية في قطاع غزة إلى قصف إسرائيلي بشكل متعمد بهدف طمس تاريخ وحضارة غزة. وخلال حرب 2014، تعرض إلى تدمير شبه كامل، أتى على 80% من مساحته، حيث تمّ تدمير الجزء الحديث من المسجد الذي تم تشييده خلال العام 2010، ويضمّ المكتبة والمئذنة وبعض الأعمدة والإيوانين الواقعين في الجهة الغربية من المسجد، والتي تمّ بناؤها من الطين والحجارة.
خلال عام 2015، تمت إعادة ترميم المسجد على نفقة أهل الخير، مع مراعاة التفاصيل الهندسية الدقيقة عند إعادة بنائه كما كان قبل أكثر من 600 عام، على الطريقة المملوكية القديمة. خلال الحرب الفلسطينية الإسرائيلية 2023 تم تدمير المسجد بشكل  كامل بسبب قصف الطيران الحربي الإسرائيلي للمنطقة.